# Іст-Брансвік (Нью-Джерсі)
Іст-Брансвік (англ. East Brunswick) — селище (англ. village) в США, в окрузі Міддлсекс штату Нью-Джерсі. Населення — 49 715 осіб (2020).

### Клімат
| Клімат : Іст-Брансвік   | Клімат : Іст-Брансвік | Клімат : Іст-Брансвік | Клімат : Іст-Брансвік | Клімат : Іст-Брансвік | Клімат : Іст-Брансвік | Клімат : Іст-Брансвік | Клімат : Іст-Брансвік | Клімат : Іст-Брансвік | Клімат : Іст-Брансвік | Клімат : Іст-Брансвік | Клімат : Іст-Брансвік | Клімат : Іст-Брансвік | Клімат : Іст-Брансвік |
| Показник                | Січ.                  | Лют.                  | Бер.                  | Квіт.                 | Трав.                 | Черв.                 | Лип.                  | Серп.                 | Вер.                  | Жовт.                 | Лист.                 | Груд.                 | Рік                   |
| Абсолютний максимум, °C | 21,7                  | 23,9                  | 31,1                  | 35,0                  | 35,0                  | 36,1                  | 39,4                  | 38,3                  | 36,7                  | 31,1                  | 27,8                  | 24,4                  | 39,4                  |
| Середній максимум, °C   | 3,3                   | 5,0                   | 10,0                  | 16,1                  | 22,2                  | 26,7                  | 29,4                  | 28,9                  | 25,0                  | 18,3                  | 12,2                  | 6,1                   | 17,0                  |
| Середня температура, °C | −1,1                  | 0,0                   | 5,0                   | 10,0                  | 16,1                  | 21,1                  | 23,9                  | 22,8                  | 18,9                  | 12,2                  | 7,2                   | 1,7                   | 11,5                  |
| Середній мінімум, °C    | −6,1                  | −5                    | −0,6                  | 4,4                   | 10,0                  | 15,0                  | 17,8                  | 17,2                  | 12,8                  | 6,1                   | 1,7                   | −2,8                  | 5,9                   |
| Абсолютний мінімум, °C  | −25                   | −21,7                 | −14,4                 | −8,9                  | −1,1                  | 4,4                   | 7,2                   | 4,4                   | 1,7                   | −3,9                  | −10,6                 | −21,7                 | −25                   |
| Норма опадів, мм        | 104                   | 76                    | 104                   | 104                   | 116                   | 98                    | 126                   | 113                   | 111                   | 86                    | 100                   | 100                   | 1238                  |
| ----------------------- | --------------------- | --------------------- | --------------------- | --------------------- | --------------------- | --------------------- | --------------------- | --------------------- | --------------------- | --------------------- | --------------------- | --------------------- | --------------------- |

## Демографія
Згідно з переписом 2010 року, у селищі мешкало 47 512 осіб у 16 810 домогосподарствах у складі 13 174 родин. Було 17367 помешкань
Расовий склад населення:
| - 69,4 % — білих - 22,8 % — азіатів - 4,0 % — чорних або афроамериканців - 0,1 % — корінних американців - 1,7 % — осіб інших рас |

До двох чи більше рас належало 2,1 %. Частка іспаномовних становила 6,7 % від усіх жителів.
За віковим діапазоном населення розподілялося таким чином: 24,1 % — особи молодші 18 років, 62,4 % — особи у віці 18—64 років, 13,5 % — особи у віці 65 років та старші. Медіана віку мешканця становила 42,5 року. На 100 осіб жіночої статі у селищі припадало 93,6 чоловіків;  на 100 жінок у віці від 18 років та старших — 90,4 чоловіків також старших 18 років.
Середній дохід на одне домашнє господарство  становив 119 632 долари США (медіана — 98 658), а середній дохід на одну сім'ю — 136 636 доларів (медіана — 119 450). Медіана доходів становила 86 447 доларів для чоловіків та 57 971 долар для жінок. За межею бідності перебувало 6,4 % осіб, у тому числі 8,2 % дітей у віці до 18 років та 6,8 % осіб у віці 65 років та старших.
Цивільне працевлаштоване населення становило 24 397 осіб. Основні галузі зайнятості: освіта, охорона здоров'я та соціальна допомога — 24,7 %, науковці, спеціалісти, менеджери — 14,1 %, фінанси, страхування та нерухомість — 11,9 %, роздрібна торгівля — 10,3 %.